# Aleiodes preclarus
Aleiodes preclarus är en stekelart som beskrevs av Marsh och Shaw 1998. Aleiodes preclarus ingår i släktet Aleiodes och familjen bracksteklar. Inga underarter finns listade i Catalogue of Life.